# Liste des rhopalocères du Canada
Cet article recense les lépidoptères rhopalocères (ou « papillons de jour ») du Canada, qui y sont représentés par six familles : les Hesperiidae, Papilionidae, Pieridae, Riodinidae, Lycaenidae et Nymphalidae. 
La majorité de ces espèces sont sédentaires au Canada, mais quelques-unes y sont migratrices, comme le Monarque  (Danaus plexippus). Parmi les sédentaires se trouvent des espèces circumpolaires, des espèces américaines, et de rares espèces endémiques du Canada, comme le Satyre fauve des Maritimes (Coenonympha nipisiquit).

## Famille desHesperiidae

### Sous-famille desPyrginae
- Achalarus lyciades
- Epargyreus clarus — Hespérie à taches argentées
- Erynnis afranius
- Erynnis baptisiae
- Erynnis brizo
- Erynnis funeralis
- Erynnis icelus — Hespérie givrée
- Erynnis horatius
- Erynnis juvenalis — Hespérie du chêne
- Erynnis lucilius — Hespérie de l'ancolie
- Erynnis martialis — Hespérie tachetée
- Erynnis pacuvius
- Erynnis persius — Hespérie Persius
- Erynnis propertius
- Erynnis zarucco
- Pholisora catullus — Hespérie fuligineuse
- Pyrgus centaureae — Hespérie grisâtre
- Pyrgus communis
- Pyrgus ruralis
- Pyrgus scriptura
- Staphylus hayhurstii
- Thorybes bathyllus
- Thorybes pylades — Hespérie nuageuse
- Urbanus proteus — (migrateur rare)

### Sous-famille desHeteropterinae
- Carterocephalus palaemon — Échiquier

### Sous-famille desHesperiinae
- Amblyscirtes hegon — Hespérie poivrée
- Amblyscirtes oslari
- Amblyscirtes simius
- Amblyscirtes vialis — Hespérie violacée
- Anatrytone logan — Hespérie de Logan
- Ancyloxypha numitor — Hespérie délicate
- Atalopedes campestris — Sachem
- Atrytonopsis hianna
- Euphyes bimacula — Hespérie des marais
- Euphyes conspicua
- Euphyes dion — Hespérie de Dioné
- Euphyes dukesi
- Euphyes vestris — Hespérie rurale
- Hesperia assiniboia
- Hesperia colorado
- Hesperia comma
- Hesperia dacotae
- Hesperia juba
- Hesperia leonardus — Hespérie de Léonard
- Hesperia nevada
- Hesperia ottoe
- Hesperia pahaska
- Hesperia sassacus — Hespérie indienne
- Hesperia uncas
- Hylephila phyleus — (migrateur occasionnel)
- Oarisma garita
- Oarisma poweshiek
- Ochlodes sylvanoides
- Poanes hobomok — Hespérie hobomok
- Poanes massasoit — Hespérie des roseaux
- Poanes viator — Hespérie voyageuse
- Poanes zabulon —  Hespérie de Zabulon
- Polites draco
- Polites mystic — Hespérie mystique
- Polites origenes — Hespérie à ligne oblique
- Polites peckius — Hespérie de Peck
- Polites rhesus
- Polites sabuleti
- Polites sonora
- Polites themistocles — Hespérie à tache costale
- Polites vibex
- Pompeius verna — Hespérie à taches vitreuses
- Thymelicus lineola — Hespérie des graminées
- Wallengrenia egeremet — Hespérie verdâtre

## Famille desPapilionidae

### Sous-famille desParnassiinae
- Parnassius eversmanni
- Parnassius clodius
- Parnassius phoebus — Petit Apollon

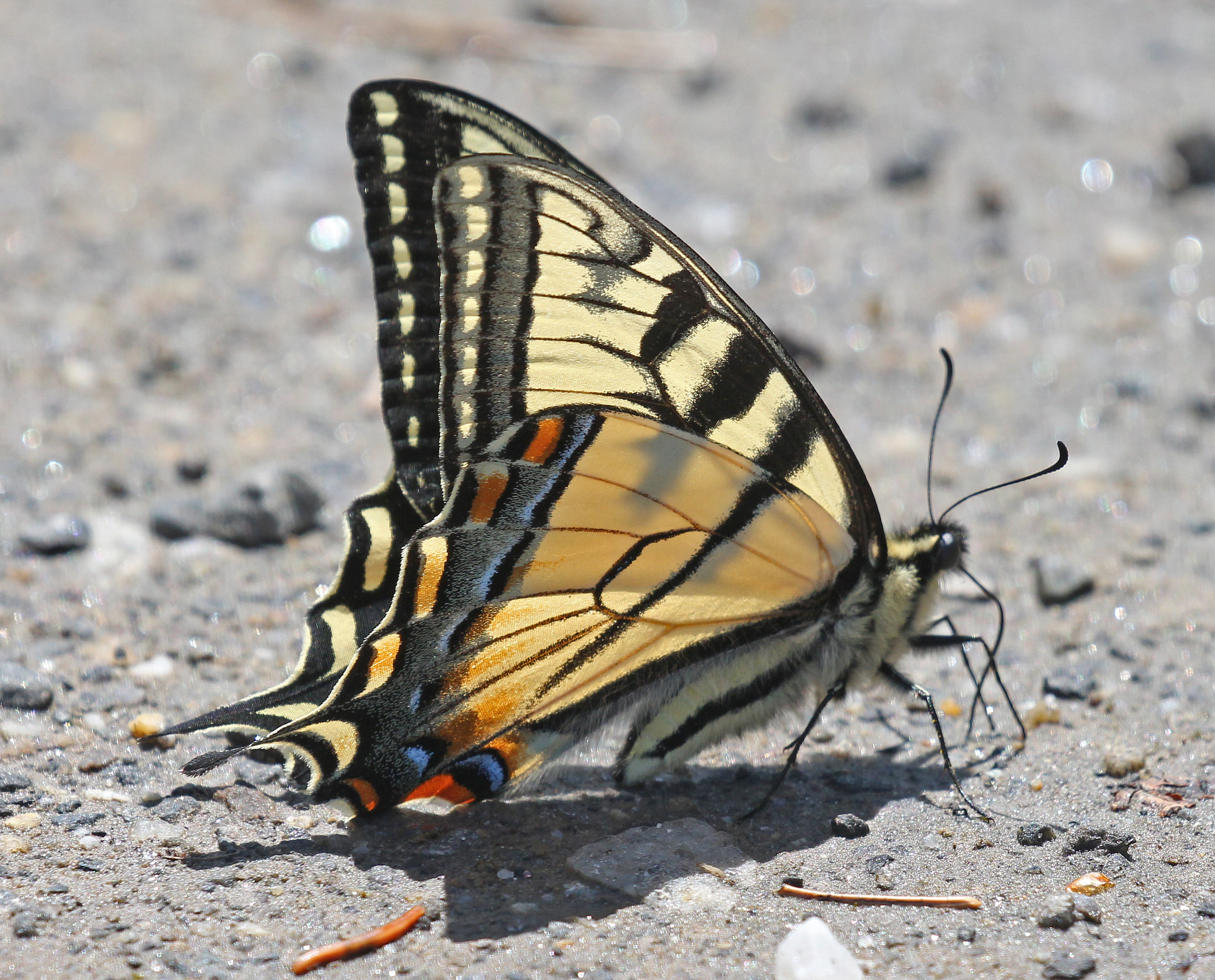
Papillon tigré du Canada (Papilio canadensis).

- Parnassius smintheus

### Sous-famille desPapilioninae
- Battus philenor
- Papilio brevicauda — Papillon queue-courte
- Papilio canadensis — Papillon tigré du Canada
- Papilio cresphontes — Grand porte-queue
- Papilio eurymedon
- Papilio glaucus — Papillon glauque
- Papilio indra
- Papilio machaon — Machaon
- Papilio multicaudatus
- Papilio polyxenes — Papillon du céleri
- Papilio rutulus
- Papilio troilus
- Papilio zelicaon
- Protographium marcellus ou Eurytides marcellus

## Famille desPieridae

### Sous-famille desPierinae
- Anthocharis cethura
- Anthocharis lanceolata
- Anthocharis sara
- Anthocharis stella
- Ascia monuste — (migrateur exceptionnel)
- Euchloe ausonides
- Euchloe creusa
- Euchloe lotta
- Euchloe naina
- Euchloe olympia — Olympe
- Neophasia menapia
- Pieris angelika
- Pieris marginalis
- Pieris napi
- Pieris oleracea — Piéride des crucifères
- Pieris rapae — Piéride du chou
- Pieris virginiensis — Piéride de Virginie
- Pontia beckerii
- Pontia occidentalis
- Pontia protodice — Piéride damier
- Pontia sisymbrii

### Sous-famille desColiadinae
- Colias alexandra
- Colias canadensis
- Colias chippewa
- Colias christina
- Colias eurytheme — Coliade de la luzerne
- Colias gigantea
- Colias hecla — Coliade orangé
- Colias interior — Coliade intérieur
- Colias johanseni
- Colias krauthii
- Colias meadii
- Colias nastes — Coliade verdâtre
- Colias occidentalis
- Colias pelidne — Coliade commun du Nord
- Colias philodice — Coliade du trèfle
- Colias scudderii
- Colias thula
- Colias tyche — Coliade de Booth
- Eurema lisa — Petit coliade
- Eurema mexicana
- Eurema nicippe — Piéride orangée (migrateur occasionnel)
- Nathalis iole — (migrateur occasionnel)
- Phoebis philea — (migrateur occasionnel)
- Phoebis sennae
- Zerene cesonia

## Famille desRiodinidae

### Sous-famille desRiodininae
- Apodemia mormo — Mormon

## Famille desLycaenidae

### Sous-famille desTheclinae
- Callophrys augustinus — Lutin brun
- Callophrys barryi
- Callophrys affinis
- Callophrys eryphon — Lutin du pin gris
- Callophrys grynea — Porte-queue verdâtre
- Callophrys henrici — Lutin des bleuets
- Callophrys irus — Lutin givré
- Callophrys johnsoni
- Callophrys lanoraieensis — Lutin des tourbières
- Callophrys mossii
- Callophrys niphon — Lutin des pins
- Callophrys polios — Lutin grisâtre
- Callophrys rosneri
- Callophrys sheridanii
- Callophrys spinetorum
- Erora laeta — Lutin mystérieux
- Parrhasius m-album
- Satyrium acadicum — Porte-queue d'Acadie
- Satyrium behrii
- Satyrium calanus — Porte-queue du chêne
- Satyrium californicum
- Satyrium caryaevorum — Porte-queue du caryer
- Satyrium edwardsii — Porte-queue d'Edwards
- Satyrium favonius
- Satyrium fuliginosum
- Satyrium liparops — Porte-queue à lignes brisées
- Satyrium saepium
- Satyrium sylvinum
- Satyrium titus — Porte-queue abrogé
- Strymon melinus — Porte-queue gris

### Sous-famille desMiletinae
- Feniseca tarquinius — Moissonneur

### Sous-famille desLycaeninae
- Lycaena cuprea
- Lycaena dione
- Lycaena dorcas — Cuivré de la potentille
- Lycaena dospassosi — Cuivré des marais salés
- Lycaena epixanthe — Cuivré des tourbières
- Lycaena helloides — Cuivré mauve
- Lycaena heteronea
- Lycaena hyllus — Bronzé d'Amérique
- Lycaena mariposa
- Lycaena nivalis
- Lycaena phlaeas — Cuivré d'Amérique
- Lycaena rubida

### Sous-famille desPolyommatinae
- Agriades glandon
- Agriades optilete
- Celastrina ladon —  Azur printanier
- Celastrina neglecta — Azur estival
- Cupido comyntas — Bleu porte-queue de l'Est
- Cupido amyntula — Bleu porte-queue de l'Ouest
- Echinargus isola — (migrateur occasionnel)
- Euphilotes ancilla
- Euphilotes battoides
- Glaucopsyche lygdamus — Bleu argenté
- Glaucopsyche piasus
- Leptotes marina — (migrateur exceptionnel)
- Icaricia saepiolus — Bleu verdâtre
- Icaricia icarioides
- Icaricia lupini
- Icaricia shasta
- Plebejus idas — Bleu nordique
- Plebejus melissa — Bleu mélissa

## Famille desNymphalidae

### Sous-famille desLibytheinae
- Libytheana carinenta — Papillon longs-palpes

### Sous-famille desDanainae

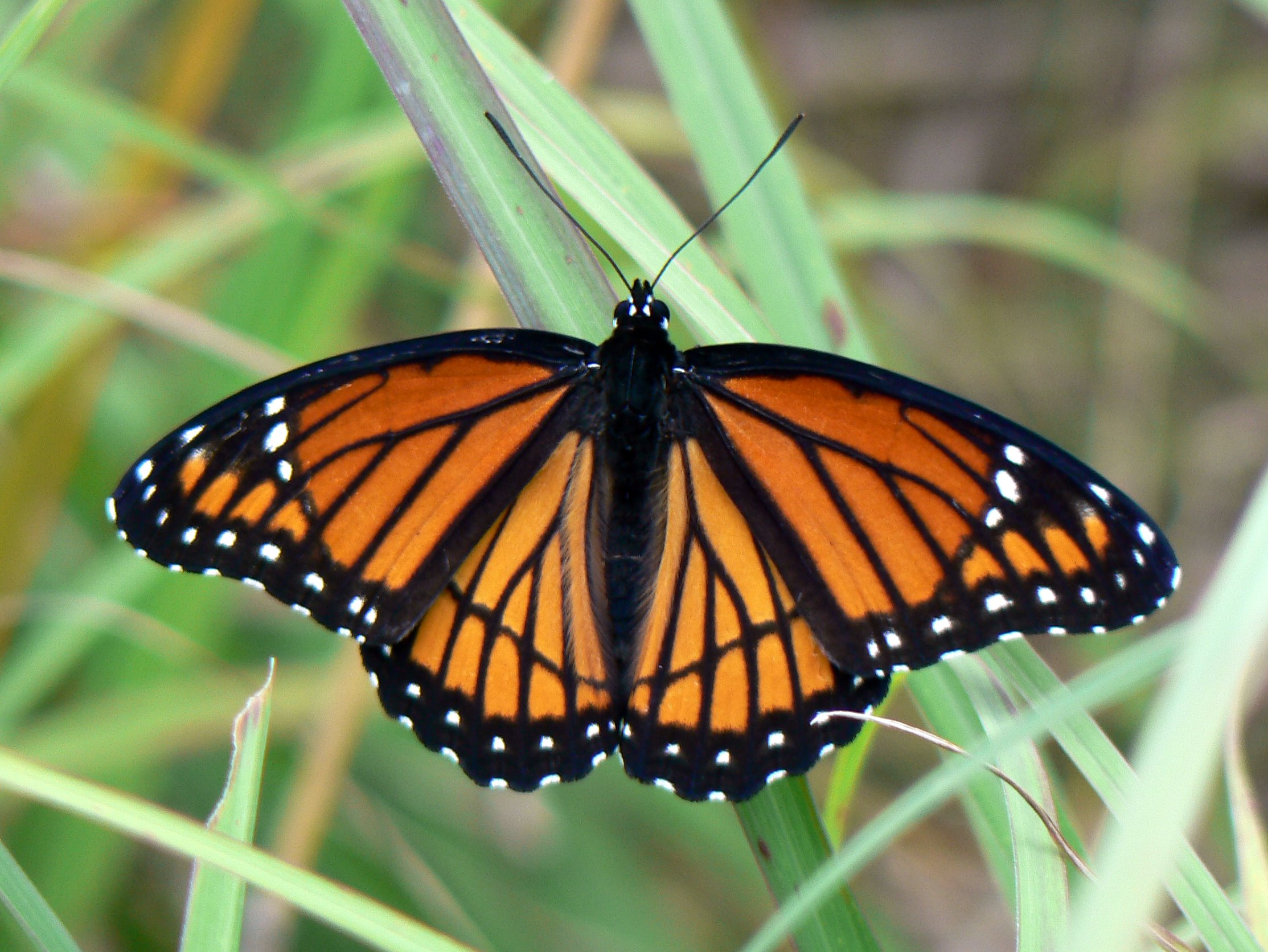
Vice-roi (Limenitis archippus).

- Danaus plexippus — Monarque

### Sous-famille desLimenitidinae
- Limenitis archippus — Vice-roi
- Limenitis arthemis — Amiral
- Limenitis lorquini
- Limenitis weidemeyerii

### Sous-famille desApaturinae
- Asterocampa celtis — Papillon du micocoulier
- Asterocampa clyton

### Sous-famille desHeliconiinae
- Agraulis vanillae
- Boloria alaskensis
- Boloria alberta
- Boloria astarte
- Boloria bellona — Boloria des prés
- Boloria chariclea — Boloria arctique
- Boloria distincta
- Boloria epithore
- Boloria eunomia — Boloria des tourbières
- Boloria freija — Boloria de Freya
- Boloria frigga — Boloria nordique
- Boloria improba — Boloria terne
- Boloria natazhati
- Boloria polaris — Boloria polaire
- Boloria selene — Boloria à taches argentées
- Euptoieta claudia — Fritillaire panachée
- Euptoieta hegesia
- Proclossiana eunomia
- Speyeria aphrodite — Argynne aphrodite
- Speyeria atlantis — Argynne de l'Atlantique
- Speyeria callippe
- Speyeria coronis
- Speyeria cybele — Argynne cybèle
- Speyeria edwardsii
- Speyeria egleis
- Speyeria hesperis
- Speyeria hydaspe
- Speyeria idalia
- Speyeria mormonia
- Speyeria nokomis
- Speyeria zerene

### Sous-famille desNymphalinae
- Anartia amathea
- Chlosyne acastus
- Chlosyne californica
- Chlosyne damoetas
- Chlosyne gabbii
- Chlosyne gorgone — Damier gorgone
- Chlosyne harrisii — Damier de Harris
- Chlosyne hoffmanni
- Chlosyne leanira
- Chlosyne nycteis — Damier argenté
- Chlosyne palla
- Chlosyne whitneyi
- Euphydryas anicia
- Euphydryas chalcedona
- Euphydryas editha
- Euphydryas gillettii
- Euphydryas phaeton
- Junonia coenia — Papillon ocellé
- Nymphalis antiopa — Morio
- Nymphalis californica
- Nymphalis milberti — Petite vanesse
- Nymphalis vaualbum — Grande vanesse
- Phyciodes batesii —  Croissant fauve
- Phyciodes cocyta — Croissant nordique
- Phyciodes mylitta
- Phyciodes pallida
- Phyciodes pratensis
- Phyciodes pulchella
- Phyciodes tharos — Croissant perlé
- Polygonia comma — Polygone virgule
- Polygonia faunus — Polygone à taches vertes
- Polygonia gracilis — Polygone gracile
- Polygonia interrogationis — Polygone à queue violacée
- Polygonia oreas
- Polygonia progne — Polygone gris
- Polygonia satyrus — Polygone satyre
- Vanessa annabella
- Vanessa atalanta
- Vanessa cardui
- Vanessa virginiensis

### Sous-famille desSatyrinae
- Coenonympha tullia — Satyre fauve
- Coenonympha nipisiquit — Satyre fauve des Maritimes
- Cercyonis oetus
- Cercyonis pegala — Satyre des prés
- Cercyonis sthenele
- Enodia anthedon — Satyre perlé
- Erebia anyuica
- Erebia disa
- Erebia epipsodea — Alpin commun
- Erebia fasciata
- Erebia discoidalis — Alpin à disque rouge
- Erebia lafontainei
- Erebia mackinleyensis
- Erebia magdalena
- Erebia mancinus — Alpin à ocelles rouges
- Erebia pawlowskii
- Erebia rossii — Alpin de Ross
- Erebia vidleri
- Erebia youngi
- Megisto cymela — Petit satyre des bois
- Neominois ridingsii
- Oeneis alberta
- Oeneis alpina
- Oeneis bore — Nordique à nervures blanches
- Oeneis chryxus — Nordique orangé
- Oeneis jutta — Nordique des tourbières
- Oeneis macounii — Nordique de Macoun
- Oeneis melissa — Nordique mélissa
- Oeneis nevadensis
- Oeneis polixenes — Nordique alpin
- Oeneis rosovi (= Oeneis philippi)
- Oeneis uhleri
- Satyrodes appalachia — Satyre des Appalaches
- Satyrodes eurydice — Satyre ocellé